# Полк
Вижте пояснителната страница за други значения на Полк.
Полкът е войскова част – вид организационно самостоятелно военно формирование и съставна част на съединението. Среща се практически във всички видове въоръжени сили, родове войски и специални войски. Състои се от щаб, 3 – 4 батальона, дивизиона или ескадрили, подразделения за осигуряване и тилови служби и подразделения. Предназначен е за изпълнение на бойни задачи в състава на съединението и за водене на самостоятелни бойни действия. До средата на 80-те години полкът е основно тактическо звено на повечето армии. Оттогава водещи стратези отричат частично или изцяло ролята на полка в съвременния бой. Счита се, че като междинно звено между батальона и бригадата излишно утежнява командването и маневреността на подразделенията в боя.
В зависимост от принадлежността към вида въоръжени сили, рода войски или специални войски, полкът може да води общовойскови, въздушен (противовъздушен) бой или да осъществява бойно или тилово осигуряване на бойните действия. Има следните видове полкове: мотопехотни (мотострелкови) / пехотни (стрелкови), механизирани, морски пехотни, танкови, минохвъргачни, парашутно-десантни, разузнавателни (бронекавалерийски), артилерийски (самоходен, противотанков, минохвъргачен), зенитно-артилерийски, зенитно-ракетни, радиотехнически, свързочни, инженерни, авиационни, кавалерийски (до около 1955 г.) 
В армията на Древния Рим на полк е съответствало формированието легион – от 3300 до 5200 войници през различните периоди на Римската република/империя.